# Departamentul Maldonado
Departamentul Maldonado este un departament din Uruguay cu o suprafață de 4.793 km² și 164.300 locuitori (2011), este situat la sud-estul Uruguayului. Capitala sa este Maldonado.

## Istorie
Originea numelui său poate fi urmărită încă din anul 1530, odată cu întoarcerea în Spania a lui Sebastian Cabot, care părăsise continentul la începutul acelui an, în ianuarie, lăsându-l pe locotenentul Francisco Maldonado lângă golful Maldonado. Importanța strategică a acelui golf a dus la decizia guvernatorului de Montevideo, Joaquin de Viana, de a construi o așezare în Portezuelo (lângă Laguna del Diario) în 1755. Doi ani mai târziu, în 1757, a fost fondată o așezare civilă și militară în jurul golfului și în insula Gorriti din apropiere. În curând au urmat și alte așezări în zonă, cu intenția de a limita expansiunea portugheză. În 1828, a fost creat departamentul Maldonado, care conținea și teritorii care aparțin acum departamentului Rocha și cea mai mare parte a departamentului Lavalleja.